# Federació Internacional de la Indústria Fonogràfica
La Federació Internacional de la Indústria Fonogràfica (IFPI, de l'anglès International Federation of the Phonographic Industry) és l'organització que representa els interessos de la indústria de l'enregistrament per tot el món. La seva secretaria està situada a Londres, Regne Unit. Representa a més de 1.450 companyies de registre, grans i petites, en 75 països. Una de les seves polítiques més importants és acabar amb la pirateria musical.
A més de la seva secretaria internacional, la IFPI té oficines regionals a Brussel·les, Hong-Kong, Miami, Atenes i Moscou.
Des del 23 de setembre de 2013, el president de la IFPI és John Kennedy, substituint a l'australià Alan Rheagan.

## Història
La IFPI va ser fundada per les principals discogràfiques d'Alemanya, França, Itàlia i Regne Unit durant un congrés de la indústria discogràfica a Roma, el 14 de novembre de 1933, convidats per la Confederazione Generale Fascista dell'Indústria Italiana. i va registrar la seva primera oficina a Zúric, Suïssa Un dels seus principals objectius va ser promoure els drets connexos perquè els creadors haguessin de compartir la propietat intel·lectual de les seves obres amb els productors.

## Incidents amb The Pirate Bay
A l'octubre de 2007 ifpi.com, un dels dominis de la IFPI va caducar. El domini va ser transferit a The Pirate Bay per un donant anònim. Els administradors de The Pirate Bay van muntar una web en ifpi.com titulada "International Federation of Pirates Interests", un retroacrònim per IFPI. La propietat del domini va ser retornada a la IFPI a finals de novembre, quan el consell de mediació de la OMPI va decidir que The Pirate Bay estava utilitzant una marca registrada de la IFPI de mala fe.
En un incident posterior, el 18 de febrer de 2009, ifpi.se, el domini de la divisió sueca de la IFPI va ser haquejat per simpatitzants de The Pirate Bay. Això va ocórrer el tercer dia del judici als fundadors de The Pirate Bay a Suècia. El lloc va ser substituït per un missatge dirigit al fiscal Håkan Roswall i a l'acusació ("Warner Brothers, etc"). Estava signat com "The New Generation". Peter Sunde, portaveu de The Pirate Bay va demanar a través de Twitter que cessessin els atacs.
El 19 d'abril de 2009, després de la sentència en contra de The Pirate Bay, els dominis ifpi.org i ifpi.se van ser subjectes d'un atac DDoS.

## Incident amb Oink.cd
El 23 d'octubre de 2007, Oink.cd, una web de descàrregues per BitTorrent va ser tancada. La web mostrava un missatge sobre una recerca duta a terme per la IFPI, BPI, la policia de Cleveland, i el FIOD ECD sobre "sospites de distribució il·legal de música".
La IFPI va publicar una nota de premsa afirmant que la web una "la principal font de música pre-llançament il·legal del món"; que el seu administrador va aconseguir grans summes de diners mitjançant donacions i que els usuaris havien aportar material per mantenir els seus comptes. No obstant això, cap d'aquestes afirmacions ha estat provada.